# Valene Maharaj
Valene Maharaj (sinh ngày 25 tháng 4 năm 1986) là một hoa hậu của Trinidad và Tobago.
Valene sinh ra và lớn lên tại thị trấn nhỏ St Margaret. Cô đã có bằng về quản trị kinh doanh và đang dự định theo đuổi bằng Cử nhân Mĩ thuật ngành thời trang và marketing. Valene là người mẫu từ năm 16 tuổi và còn tham gia kinh doanh. Cô cao 1,73 m.
Valene từng đoạt á hậu một trong cuộc thi Hoa hậu Trinidad và Tobago năm 2006 nhưng lại không được cử đi tham dự Hoa hậu Hoàn vũ hay Hoa hậu Thế giới năm đó vì những nhiệm vụ đó đã được các hoa hậu khác hoàn thành. Sang năm 2007, cô đăng quang danh hiệu Hoa hậu Trinidad và Tobago, đồng thời được cử đi tham dự Hoa hậu Thế giới 2007.
Tại cuộc thi Hoa hậu Thế giới 2007, Valene đã lọt vào top 5 thí sinh đẹp nhất trong đêm chung kết.

## Tham khào
- Missosology
- Missworld